# Convict 99 (film 1919)
Convict 99 è un film muto del 1919 diretto da G.B. Samuelson.

## Trama
Un impiegato, messo in carcere per essere stato incastrato, trova la libertà dopo aver salvato la figlia di un secondino.

## Produzione
Il film fu prodotto dalla G.B. Samuelson Productions.

## Distribuzione
Distribuito dalla Granger, il film uscì nelle sale cinematografiche britanniche nel marzo 1919.